# Пеннакуки

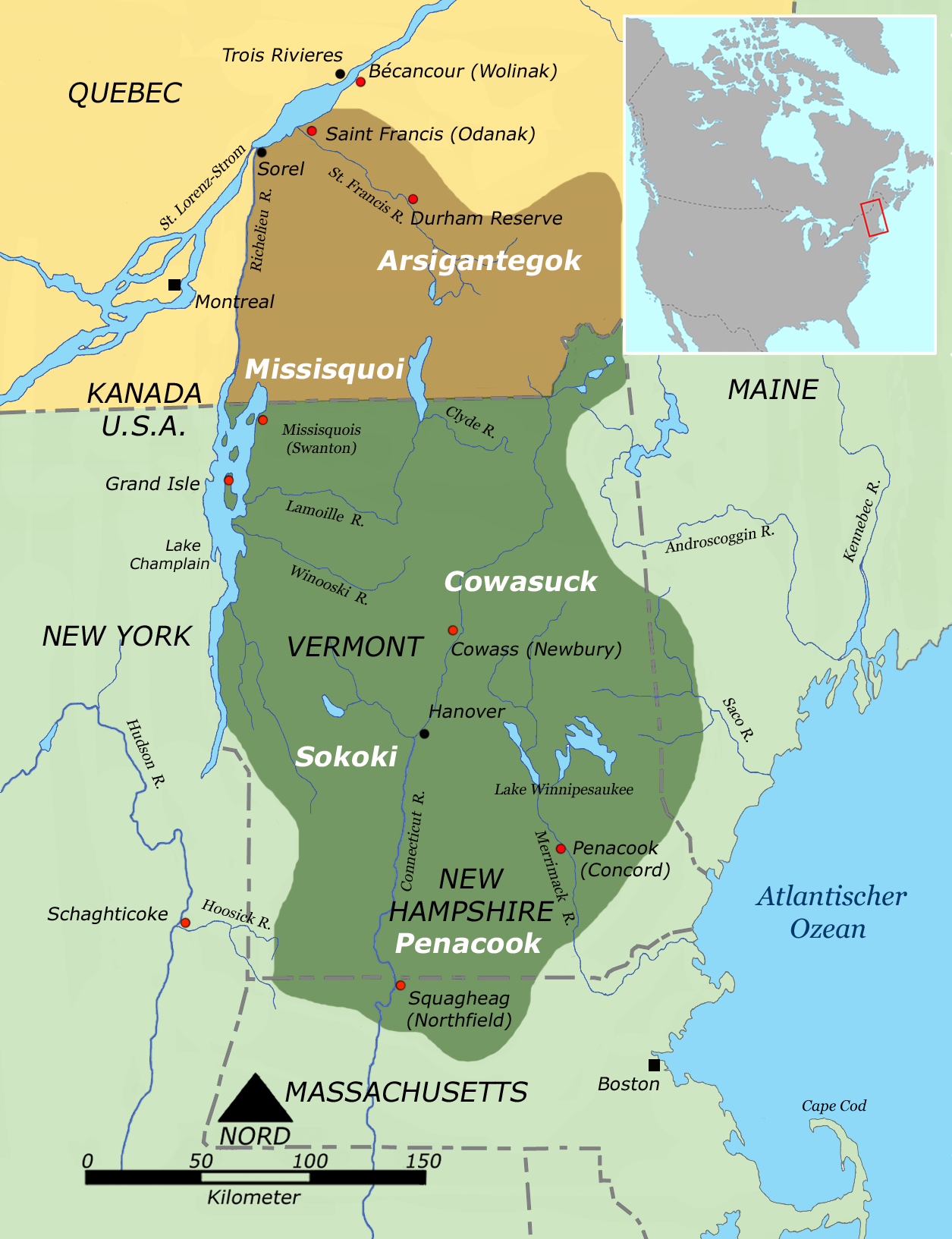
Традиционная территория пеннакуков

Пеннакуки (англ. Pennacook) — алгонкиноязычное индейское племя, которое на ранней стадии европейской колонизации Северной Америки населяло части современных американских штатов — юг Нью-Хэмпшира, северо-восток Массачусетса и юго-запад Мэна.

## Конфедерация
Из-за образа жизни и языка некоторые историки считают их самой южной группой абенаков, но в 1620 году пеннакуки были большой независимой конфедерацией, которая, как правило, рассматривала своих родственников абенаков на севере как врагов. Это различие продолжалось в течение первых шестидесяти лет после прибытия англичан в Новую Англию. Пеннакуки были свободной конфедерацией деревенских общин. Поскольку решения о союзе и вступлении в конфедерацию были в основном в руках вождей отдельных групп, членство в альянсе регулярно колебалось.
В состав конфедерации пеннакуков в разное время входили:
- Агавамы[англ.] —  их главная деревня с тем же названием была расположена недалеко от современного города Ипсвич на северо-востоке Массачусетса.
- Аккоминта —  жили в окрестностях округа Йорк на юго-западе штата Мэн.
- Амоскеаги — проживали вдоль реки Мерримак на юге Нью-Хэмпшира.
- Вамеситы — жили вдоль реки Мерримак, ниже устья реки Конкорд.
- Вачусеты — обитали в верховьях реки Нашуа.
- Вечакумы — жили в округе Вустер, основное поселение находилось на месте города Стерлинг.
- Винниковеты — проживали в округе Рокингхем, на юге Нью-Хэмпшира.
- Виннипесоки — жили на берегах озера Уиннипесоки.
- Кусак — обитали в районе реки Коннектикут, между реками Аппер-Аммонусак и Лоуэр-Аммонусак.
- Намкеаги — главная деревня находилась в устье реки Намкеаг, рядом с современным городом Сейлем.
- Нашауэй[англ.] —  жили в верховьях реки Нашуа в районе города Леоминстер, округ Вустер, штат Массачусетс.
- Невичаваноки — жили в верховьях реки Пискатакуа, главная деревня находилась около современного города Беруик, округ Йорк.
- Пеннакуки — группа, давшая название всему племени. Жили на обоих берегах реки Мерримак, на севере до устья реки Контукук, на юге до реки Чарльз.
- Пискатакуа — жили около реки Пискатакуа, основное поселение располагалось на месте современного города Довер.
- Скуамскот — жили на юго-востоке Нью-Хэмпшира, в округе Рокингхем, вдоль реки Эксетер.
- Сухеган — обитали вдоль реки Сухеган в округе Хилсборо.

## Культура и образ жизни
По языку и образу жизни пеннакуки были практически были идентичны западным абенакам. Вели полуоседлый образ жизни, занимались земледелием, охотой и рыболовством. Женщины выполняли большую часть работы по строительству и содержанию домов, а также занимались сельским хозяйством. Они выращивали кукурузу, бобы и тыкву, а также собирали кленовый сок. Мужчины рыбачили на реках и охотились в ближайших лесах.
Основные деревни располагались вдоль крупных рек, многие из них находились на восточной стороне Мерримака. Семьи и племенные группы имели постоянные претензии на территорию, а их иерархическая политическая структура, от местных лидеров до более региональных вождей, была фундаментально демократической и предназначалась для уменьшения конфликтов и обеспечения социальной стабильности. 

## История
Столкнувшихся с английскими колонистами, пеннакуки были опустошены инфекционными болезнями, переносимыми пришельцами. Страдая от высокой смертности, они находились в ослабленном состоянии и подвергались набегам мохоков с запада и микмаков с севера. К 1627 году пеннакуки стали союзниками сококов (западных абенаки) и махикан в войне с мохоками.
В Войне короля Филипа пеннакуки первоначально сохраняли нейтралитет, но союз между англичанами и мохоками, подтолкнул их на сторону французов. После окончания войны англичане послали карательную экспедицию против пеннакуков под командованием капитана Сэмюэла Мозли, хотя племя не участвовало в военных действиях. Вождь Ваналансет хотел избежать войны с англичанами и осенью привёл своих людей в миссию Сен-Франсуа в Канаде. Часть пеннакуков под руководством Канкамагуса осталась на своих землях и сражалась с англичанами, пока мохоки не атаковали их, заставив отступить на север к андроскоггинам (восточные абенаки). Поскольку война между абенаками и англичанами продолжалась до 1685 года, немногие пеннакуки решили сопровождать Ваналансета обратно в Новую Англию после 1679 года. Они поселились в небольших, разбросанных деревнях вдоль верхнего Мерримака и пытались оставаться нейтральными до смерти своего лидера в 1696 году. Большинство пеннакуков осталось с западными абенаками в Канаде, они стали верными союзниками Новой Франции и врагами Новой Англии.
К концу Войны королевы Анны в 1713 году племя в значительной степени было поглощено абенаками, но в 1719 году в верховьях Мерримака всё ещё проживало несколько семей пеннакуков. К 1726 году это была единственное поселение племени, которое находилось близ Конкорда, но и оно исчезло позднее.
Ныне большинство потомков пеннакуков проживает в индейской резервации Оданак в Канаде.

## Население
Первоначально, возможно, численность племени составляла 12 000 человек, которые проживали в 30 поселениях. После разрушительных эпидемий в 1620 году их осталось около 2500. Оспа в 1631—1635 годах, грипп в 1647 году, снова оспа в 1649 и дифтерия в 1659 году, вновь сократили численность пеннакуков. К 1676 году их население составляло 1250 человек.
После окончания Войны Короля Филипа большая часть выживших пеннакуков ушла в Оданак к западным абенакам, оставшиеся жили в Нью-Хэмпшире, недалеко от города Конкорд. В последующие годы они также смешались с абенаками и перестали существовать как самостоятельное племя.